# Аедан ап Кинген
Аедан ап Кинген (валл. Aeddan ap Cyngen; IX век) — принц Поуиса, согласно "Харлеанским генеалогиям", один из четырех сыновей его последнего правителя из старой династии, Кингена ап Каделла.

## Биография
Кинген умер в Риме в 855 году, покинув страну от агрессии со стороны Гвинедда. Его сестра Неста верх Каделл, была женой Мерфина Фриха (или, возможно, его матерью, в зависимости от того, какая генеалогия дает власть), и они стали родителями Родри Великого, правителя Гвинеда, который затем объединил большую часть Уэльса под своей властью. Льюис Дунн, посещая Уэльс, сообщает: «У Каделла ап Брохвайла была только одна дочь по имени Нест, которая отобрала страну у представителей мужского пола из своего рода, как призыв и т. д.».
Чтобы объяснить продолжительность мужской линии с Родри, претендующей на происхождение от правителей Поуиса, когда княжеская линия завершается Кингеном, некоторые ученые утверждают, что у него не было сыновей, и представляют генеалогию так, что Аедан и его братья, Грифит, Иейав и Элисет были детьми не этого Кингена, как это записано в «Харлеанских генеалогиях», а его тёзки-дяди, Кингена ап Брохвайла ап Элиседа ап Гвилога. Этот вариант оправдывает мужскую линию, происходящую от правителей Поуиса и упрощает причины наследование страны через Нест верх Каделл.
Согласно «Анналам Камбрии» и «Гвентианской Хронике», его брат Элисет, убил их старшего брата Грифита коварным путём в 814 году. Согласно «Хронике Принцев Уэльса» это произошло в 815 году.
Когда Льюис Дунн посетил Уэльс в период между 1586 и 1613 годами, чтобы собрать генеалогии, которые уточняют наследованный статус и титулы ведущих семей Поуиса, многие из них заявили о княжеской крови по происхождению от детей Кингена. Надпись на Столпе Элиседа затем оправдывала родословную в дальнейшем для любых заявлений, которые они делали. Родословные, зарегистрированные Льюисом Дунном, в основном последовательны и, очевидно, были согласованы разными семьями, поэтому там, где есть ошибки, местные традиции поддерживали их. Тем не менее, между IX и XV веками существует слишком много поколений, чтобы эти родословные были точными.
Один заголовок, который часто используется для описания этой строки, — это «Лорд Гвилсфилда, Брониарта и Дейтеура», который был титулом, впервые использованным Кингеном в соответствии с Уэльской хроникой. Эта линия, возможно, унаследовала контроль над этими землями от Кингена и передала их в качестве единственного места наследования князей Поуиса, пока они не были потеряны после неудачного восстания Оуайна Глиндура. Манориальное название Брониарта в настоящее время принадлежит баронам Харлеха, а гравюра Гвилсфилда — графам Поуиса.